# Minskaye Wzvyshsha
Minskaye Wzvyshsha är ett högland i Belarus. Det ligger i den centrala delen av landet, 28 km väster om huvudstaden Minsk.
I omgivningarna runt Minskaye Wzvyshsha växer i huvudsak blandskog. Runt Minskaye Wzvyshsha är det ganska tätbefolkat, med 120 invånare per kvadratkilometer.